# Mesida yini
Mesida yini là một loài nhện trong họ Tetragnathidae.
Loài này thuộc chi Mesida. Mesida yini được miêu tả năm 2003 bởi Zhu, Song & Zhang.